# Nowyje Gorki (obwód iwanowski)
Nowyje Gorki (ros. Новые Горки) – wieś (sieło) w Rosji, w obwodzie iwanowskim, w rejonie leżniewskim. W 2010 liczyła 2775 mieszkańców.